# Benedenstrooms
Benedenstrooms of stroomafwaarts is de tegengestelde term van bovenstrooms of stroomopwaarts. 'Benedenstrooms' wijst in de richting met de stroom mee, naar de monding van het water. Deze begrippen worden gebruikt als richtingaanduiding vanaf een bepaald punt aan rivieren of andere wateren die een constante stroomrichting vertonen.
De benedenloop van een rivier kent soms wisselende stroomrichtingen door inkomend getijde. De stroomrichting van een rivier te kennen is onder andere van belang voor de scheepvaart en voor waterbeheer.